# Heroídes Artigas Mariño
Heroídes Artigas Mariño (* 30. August 1939 in Montevideo, Uruguay; † 26. Juli 2012) war ein uruguayischer Journalist und Historiker.
Seit 1957 war Artigas Mariño bei diversen regionalen Presseorganen als Fotograf und Journalist tätig. Zu seinen Arbeitgebern zählten El Sol oder La Colonia. 1968 gab er erstmals eine Colonia gráfica genannte Zeitschrift heraus, deren Erscheinen er jedoch mit der aufkommenden Diktatur in Uruguay einstellte. Gemeinsam mit Pío Santiago gründete er je nach Quellenlage 1975 oder 1976 nach seiner Rückkehr aus Buenos Aires die zunächst bis 1985 erschienene, heimatgeschichtliche Zeitschrift Estampas coloniales, die er 1996 unter dem Namen Estampas Colonienses wiederbelebte. Der mit der Ehrenmedaille und dem Verdienstdiplom der Asociación de Amigos y Propietarios del Barrio Histórico de Colonia ausgezeichnete, in Colonia wohnhafte Artigas Mariño war Herausgeber mehrerer Geschichtsbücher. 1986 erschien Colonia del Sacramento: Memorias de una ciudad. Fünf Jahre später veröffentlichte er Colonia para todos. Im Jahr 2001 publizierte er das Buch La aventura del Real de San Carlos.

## Veröffentlichungen
- Colonia del Sacramento: Memorias de una ciudad (1986)
- Colonia para todos (1991)
- La aventura del Real de San Carlos (2001)